# William Cushing
Pour les articles homonymes, voir William et Cushing.
William Cushing, né le 1er mars 1732 à Scituate et mort le 13 septembre 1810 dans la même ville, est un juge américain, l'un des six premiers de la Cour suprême des États-Unis.

## Biographie

### Jeunesse et début de carrière
Né à Scituate dans le Massachusetts, descendant d'une famille qui s'était implantée dans l'État, en 1638 déjà, Cushing est admis au barreau de Boston en 1751. Bien que sa famille ait une longue expérience des métiers du droit, il semble avoir éprouvé quelques difficultés lors de ses débuts professionnels. À cette époque, son père, John Cushing, était membre de la Cour suprême du Massachusetts depuis plus de 24 ans. Lorsque son père démissionna en 1771, Cushing reprit le siège de son père au sein de cette Cour. Lorsque la révolution américaine débute, il doit choisir entre la loyauté au Royaume-Uni ou la cause des patriotes. Contrairement à ses pairs de la Cour, il choisit la cause des États-Unis.

### Travaux sur la Constitution
En 1783, Cushing préside une audience criminelle qui abolit pratiquement l'esclavage au Massachusetts, se basant sur l'article de la Constitution du Massachusetts de 1780 qui énonce que « tous les hommes naissent libres et égaux en droit ». Lors de la révolte de Shays, il s'assure que les audiences de la Cour se poursuivent, même lors des manifestations violentes des rebelles en armes, dont il présidera d'ailleurs plus tard le procès. L'année suivante, en 1788, il est vice-président de la Convention du Commonwealth du Massachusetts, qui ratifie de justesse la Constitution des États-Unis.

### Juge de la Cour suprême
Lorsque George Washington devient président des États-Unis, sa première nomination à la Cour suprême est pour Cushing. Bien qu'ayant siégé à la Cour pendant 21 années, on ne trouve trace que de 19 de ses jugements dans les archives des causes, principalement à cause de ses fréquents voyages et de sa santé déficiente, mais aussi en raison de la mauvaise tenue des archives à cette époque. Il avait un point de vue plutôt nationaliste ou fédéraliste, souvent en opposition avec le républicains démocrates de Thomas Jefferson. Ses deux plus importants jugements sont sans doute « Chisholm contre l'État de Géorgie » (Chisholm v. Georgia) et « Ware contre Hylton » (Ware v. Hylton), qui affèrent pour l'un aux poursuites contre un État et l'autre à la suprématie des traités. C'est lui qui administra la seconde prestation de serment de Washington en mars 1793 à Philadelphie.

### Troisième juge en chef?
Lorsque John Jay démissionne de la cour suprême en juin 1795, Washington se retrouve face au problème de la nomination d'un nouveau juge en chef des États-Unis (Chief Justice). Son choix se porte tout d'abord sur John Rutledge, mais le Sénat refuse de confirmer cette nomination (Rutledge continue néanmoins d'exercer le rôle de Chief Justice jusqu'au 26 janvier 1796, en vertu de ce que les américains nomment un recess appointment (en) soit « par ajournement de nomination »).  En conséquence, Washington nomme Cushing le 26 janvier 1796; le Sénat confirme cette nomination à l'unanimité le jour suivant, sur quoi Washington signe et envoie la commission de Cushing.
Cependant, Cushing ne reçoit sa commission que le 3 février et, le 4, il semble qu'il siège en tant que juge en chef lors de la session de la Cour. Le brouillon des minutes de la Cour pour ces dates le mentionne comme juge en chef, cependant ces mentions seront ensuite biffées. Cette erreur peut s'expliquer en raison du Judiciary Act de 1789, qui autorise la Cour à auditionner des causes avec un quorum de seulement quatre juges; ce qui permet par exemple au juge en chef de n'être pas présent lors des auditions. Comme Cushing est alors le doyen des juges, il apparaît normal qu'il préside les débats.
Le 5 février, Cushing retourne la commission à Washington accompagnée d'une lettre faisant référence à son état de santé déclinant. Washington nomme alors Oliver Ellsworth en tant que juge en chef, transmettant la nomination au Sénat dans un message qui indique que le nommé remplace « William Cushing, démissionnaire ». Les chroniques ultérieures de la Cour ne comptabilisent pas Cushing dans les juges en chef, mais indiquent qu'il a décliné la nomination. Cette dernière interprétation est plus logique, car si Cushing avait accepté le mandat de juge en chef puis qu'il ait ensuite démissionné, il aurait alors dû quitter la Cour, puisqu'en acceptant le siège de juge en chef il aurait implicitement démissionné de son poste d’Associate Justice. Le fait qu'il continua à siéger à la Cour en tant qu’Associate Justice pendant encore quatre ans donne plus de poids à la thèse qui veut que Cushing déclina simplement sa nomination.

## Sources
- (en) Tony Mauro, The Chief Justice Who Wasn't There,  Legal Times (19 septembre 2005)
- (en) Ross E. Davies, William Cushing, Chief Justice of the United States, University of Toledo Law Review, vol. 37, no 3, printemps 2006.